# توماس بارنز
توماس بارنز (بالإنجليزية: Thomas Barnes)‏ (11 مايو 1849 في المملكة المتحدة - 22 سبتمبر 1873) هو لاعب كريكت بريطاني (وحمل سابقاً جنسية المملكة المتحدة لبريطانيا العظمى وأيرلندا). لعب مع نادي مقاطعة نوتنغهامشير للكريكت ‏.

## وصلات خارجية
- توماس بارنز على موقع إي آس بي آن كريك إنفو (الإنجليزية)